# MasterChef Česko (2. řada)
Druhá řada české reality show MasterChef Česko odstartovala 21. srpna 2016 speciálním dvojdílem a byla ukončena 23. listopadu 2016. Byla vysílána nejprve opět v pondělí a středu v hlavním vysílacím čase na Nově; později byl pro nižší sledovanost přesunut už jen na středu ve 21:35. Marek Raditsch, Marek Fichtner i Miroslav Kalina se všichni vrátili podruhé v úloze porotců.
Výzva k přihlášení do druhé řady se objevila ve finále první řady. Oficiálně novou řadu potvrdila Nova 31. března 2016. V dubnu byl vydán článek, že se do druhé řady mohou přihlásit také neslyšící. Soutěžilo se opět o půl milionu a možnost vydat vlastní kuchařku.
Druhým českým MasterChefem se stal bankovní pracovník Jiří Halamka (založil si po výhře restauraci Na Palmovce v Hradci Králové, kvůli COVIDu zkrachovala), ve finále se na druhém místě umístila kvůli svým kontroverzním rozhodnutím mezi soutěžícími ne příliš oblíbená interiérová designérka Lucie Micková.

## Castingová kola a výběr do TOP 16
Záběry z castingů, kterých se účastnily desítky zájemců, byly sestříhány do prvního dílu. Pro automatický postup do finálové TOP 16 byla třeba dostat "ANO" od všech tří porotců. Takto postoupilo 9 účastníků: Martina Skácelová, Pavel Nýdrle, Jan „Honza“ Šulc, Darina Doubová, Ivan Mareš, Lucie „Lucka“ Micková, Zdeněk Adamec, Dominika Kratinová a Jiří Halamka.
14 amatérských kuchařů, kteří dostali "ANO" pouze od dvou porotců, se museli ještě účastnit ve 2. díle dvou výzev, ve kterých jich polovina doplní TOP 16. Z první výzvy postoupila šestice soutěžících: Tomáš Hertl (uvařil nejlepší jídlo), Kateřina Zůbková, Lucie Bártová, Filip Kuchler, Karel Winzig a Radka Bláhová. Zbylých 8 účastníků se popralo v zátěžové výzvě o poslední místo v TOP 16 - to ukořistila Kateřina „Kačka“ Tichá.

## Finálová TOP 16
Z finálové TOP 16 byli soutěžící postupně vyřazováni v 3. − 23. dílu, dokud nezbyli nejlepší dva. Mezi nimi se pak rozhodlo o vítězi ve 24. finálním dílu, kde finalisté mají za úkol uvařit tříchodové menu, které je nejvíce vystihuje. 
| Pořadí | Soutěžící              | Věk | Povolání                                            | Bydliště           | Informace               |
| ------ | ---------------------- | --- | --------------------------------------------------- | ------------------ | ----------------------- |
| 1.     | Jiří Halamka           | 24  | bankovní úředník                                    | Stěžery            | Vítěz9. vyřazený        |
| 2.     | Lucie „Lucka“ Micková  | 35  | interiérová designérka                              | Jesenice u Prahy   | Finalistka              |
| 3.     | Dominika Kratinová     | 25  | studentka politologie                               | Praha              | 16. vyřazený            |
| 4.     | Pavel Nýdrle           | 39  | majitel kozí farmy                                  | Stará Červená Voda | 15. vyřazený            |
| 5.     | Jan „Honza“ Šulc       | 24  | student teorie populární hudby                      | Rakovník           | 14. vyřazený            |
| 6.     | Filip Kuchler          | 25  | manažer v obchodě                                   | Brno               | 13. vyřazený5. vyřazený |
| 7.     | Tomáš Hertl            | 28  | manažer fast foodu (bývalý profesionální hokejista) | Praha              | 12. vyřazený            |
| 8.     | Kateřina Zůbková       | 51  | překladatelka                                       | Brno               | 11. vyřazená            |
| 9.     | Martina Skácelová      | 25  | absolventka VŠ mezinárodních vztahů                 | Brno               | 10. vyřazená            |
| 10.    | Kateřina „Kačka“ Tichá | 31  | osobní fitness trenérka                             | Praha              | 8. vyřazená             |
| 11.    | Darina Doubová         | 31  | manažerka kavárny                                   | Praha              | 7. vyřazená             |
| 12.    | Zdeněk Adamec          | 50  | podnikatel                                          | Vyškov             | 6. vyřazený             |
| 13.    | Radka Bláhová          | 25  | právní referentka                                   | Praha              | 4. vyřazená             |
| 14.    | Ivan Mareš             | 29  | lektor angličtiny                                   | Praha              | 3. vyřazený             |
| 15.    | Lucie Bártová          | 38  | programátorka a umělkyně                            | Praha              | 2. vyřazená             |
| 16.    | Karel Winzig           | 43  | hráč pokeru                                         | Praha              | 1. vyřazený             |

### Vyřazovací tabulka
| Pořadí | Soutěžící | Díl   | Díl   | Díl  | Díl  | Díl  | Díl             | Díl    | Díl    | Díl   | Díl   | Díl  | Díl   | Díl  | Díl   | Díl  | Díl    | Díl    | Díl  | Díl                                      | Díl  | Díl  | Díl              | Díl  | Díl  | Díl   | Díl  | Díl  | Díl  | Díl  | Díl   | Díl  | Díl  | Díl                    | Díl    | Díl  | Díl   | Díl  | Díl   | Díl  | Díl   | Díl   | Díl                        | Díl  | Díl  | Díl | Díl  | Díl      | Díl |
| Pořadí | Soutěžící | 3.    | 3.    | 4.   | 4.   | 5.   | 5.              | 5.     | 6.     | 6.    | 6.    | 7.   | 7.    | 8.   | 8.    | 9.   | 9.     | 10.    | 10.  | 11.                                      | 11.  | 12.  | 12.              | 12.  | 13.  | 13.   | 14.  | 14.  | 14.  | 15.  | 15.   | 16.  | 16.  | 17.                    | 17.    | 18.  | 18.   | 19.  | 19.   | 20.  | 20.   | 21.   | 21.                        | 22.  | 22.  | 23. | 23.  | 24.      |     |
| Pořadí | Soutěžící | IMB   | V     | T    | VZT  | IMB  | V               | V      | T      | VZT   | V     | IMB  | VMC   | T    | V     | IMB  | VMC    | T      | VMC  | PoN                                      | PoN  | T    | V                | V    | IMB  | V     | TKŠ  | V    | V    | IMB  | VST   | T    | V    | PoNMB                  | V –> I | T    | V     | IMB  | VMC   | T    | VZT   | IMB   | V –> I                     | T    | V    | I   | VMC  | FINÁLE   |     |
| ------ | --------- | ----- | ----- | ---- | ---- | ---- | --------------- | ------ | ------ | ----- | ----- | ---- | ----- | ---- | ----- | ---- | ------ | ------ | ---- | ---------------------------------------- | ---- | ---- | ---------------- | ---- | ---- | ----- | ---- | ---- | ---- | ---- | ----- | ---- | ---- | ---------------------- | ------ | ---- | ----- | ---- | ----- | ---- | ----- | ----- | -------------------------- | ---- | ---- | --- | ---- | -------- | --- |
| 1.     | Jiří      | WIN   | SAVE  | WIN  | SAVE | IN   | PASS s Tomášem  | SAVE   | LOSS   | FAIL  | PASS  | PASS | SAVE  | LOSS | PASS  | IN   | PASS   | WIN    | SAVE | SAVE                                     | SAVE | WIN  | SAVE             | SAVE | IN   | WIN   | LOSS | FAIL | ELIM |      |       |      |      | nom. M. KalinouBACK    | PASS-  | LOSS | PASS  | HIGH | PASS+ | LOSS | PASS+ | HIGH+ | PASS s Mírou Hejdou        | WIN  | SAVE | WIN | SAVE | VÍTĚZ    |     |
| 2.     | Lucka     | IN    | WIN   | LOSS | SAVE | IN   | FAIL se Zdeňkem | PASS🟨 | WIN    | PASS+ | SAVE  | IN   | PASS+ | WIN  | SAVE  | HIGH | PASS   | LOSS   | SAVE | SAVE                                     | SAVE | LOSS | FAIL s Darinou   | PASS | HIGH | PASS+ | WIN  | SAVE | SAVE | IN   | PASS  | LOSS | PASS | SAVE                   | PASS   | WIN  | SAVE  | WIN  | SAVE  | WIN  | SAVE  | IN    | PASS s Renátou Czadernovou | WIN  | SAVE | IN  | PASS | 2. MÍSTO |     |
| 2.     | Lucka     | IN    | WIN   | LOSS | SAVE | IN   | FAIL se Zdeňkem | PASS🟨 | UNSAVE | PASS+ | SAVE  | IN   | PASS+ | WIN  | SAVE  | HIGH | PASS   | LOSS   | SAVE | SAVE                                     | SAVE | LOSS | FAIL s Darinou   | PASS | HIGH | PASS+ | WIN  | SAVE | SAVE | IN   | PASS  | LOSS | PASS | SAVE                   | PASS   | WIN  | SAVE  | WIN  | SAVE  | WIN  | SAVE  | IN    | PASS s Renátou Czadernovou | WIN  | SAVE | IN  | PASS | 2. MÍSTO |     |
| 3.     | Dominika  | IN    | PASS  | LOSS | PASS | IN   | WIN s Ivanem    | SAVE   | WIN    | SAVE  | SAVE  | IN   | PASS- | LOSS | PASS  | WIN  | SAVE   | WIN    | SAVE | SAVE                                     | SAVE | LOSS | SAVE             | SAVE | WIN  | SAVE  | LOSS | PASS | SAVE | IN   | PASS- | WIN  | SAVE | SAVE                   | PASS+  | WIN  | SAVE  | IN   | WIN   | WIN  | SAVE  | IN    | PASS s Ivetou Kořínkovou   | LOSS | PASS | IN  | ELIM |          |     |
| 4.     | Pavel     | PASS  | SAVE  | WIN  | SAVE | HIGH | PASS s Honzou   | SAVE   | LOSS   | PASS  | SAVE  | IN   | PASS- | WIN  | SAVE  | IN   | PASS   | LOSS   | SAVE | SAVE                                     | SAVE | LOSS | SAVE             | SAVE | IN   | PASS  | WIN  | SAVE | SAVE | HIGH | PASS  | LOSS | PASS | SAVE                   | WIN    | LOSS | PASS- | IN   | PASS  | LOSS | PASS  | IN    | WIN se Zorkou Hejdovou     | LOSS | ELIM |     |      |          |     |
| 5.     | Honza     | IN    | PASS+ | WIN  | SAVE | IN   | PASS s Pavlem   | SAVE   | LOSS   | SAVE  | SAVE  | IN   | WIN   | LOSS | PASS+ | IN   | PASS-  | WIN    | SAVE | SAVE                                     | SAVE | LOSS | PASS s Kateřinou | SAVE | HIGH | PASS  | WIN  | SAVE | SAVE | WIN  | SAVE  | WIN  | SAVE | SAVE                   | PASS-  | LOSS | PASS  | IN   | SAVE  | LOSS | ELIM  |       |                            |      |      |     |      |          |     |
| 6.     | Filip     | PASS  | SAVE  | WIN  | SAVE | PASS | SAVE            | SAVE   | LOSS   | FAIL  | PASS+ | WIN  | SAVE  | LOSS | ELIM  |      |        |        |      | nom. M. KalinouPASS+ s pomocí Martiny    | BACK | WIN  | SAVE             | SAVE | IN   | PASS  | LOSS | FAIL | PASS | IN   | PASS+ | WIN  | SAVE | SAVE                   | PASS   | WIN  | SAVE  | HIGH | ELIM  |      |       |       |                            |      |      |     |      |          |     |
| 7.     | Tomáš     | PASS  | SAVE  | WIN  | SAVE | IN   | PASS s Jiřím    | SAVE   | WIN    | SAVE  | SAVE  | IN   | PASS  | WIN  | SAVE  | IN   | PASS-  | WIN    | SAVE | SAVE                                     | SAVE | WIN  | SAVE             | SAVE | IN   | PASS- | LOSS | PASS | SAVE | IN   | PASS- | WIN  | SAVE | SAVE                   | PASS-  | LOSS | ELIM  |      |       |      |       |       |                            |      |      |     |      |          |     |
| 8.     | Kateřina  | PASS+ | SAVE  | WIN  | SAVE | WIN  | SAVE            | SAVE   | LOSS   | PASS- | SAVE  | PASS | SAVE  | WIN  | SAVE  | HIGH | WIN    | LOSS   | PASS | SAVE                                     | SAVE | LOSS | PASS s Honzou    | SAVE | IN   | PASS- | WIN  | SAVE | SAVE | HIGH | WIN   | LOSS | ELIM |                        |        |      |       |      |       |      |       |       |                            |      |      |     |      |          |     |
| 9.     | Martina   | PASS  | SAVE  | WIN  | SAVE | IN   | PASS s Radkou   | SAVE   | WIN    | SAVE  | SAVE  | WIN  | SAVE  | LOSS | SAVE  | IN   | PASS+  | WIN    | SAVE | SAVE                                     | SAVE | WIN  | SAVE             | SAVE | IN   | PASS- | SAVE | SAVE | SAVE | IN   | ELIM  |      |      |                        |        |      |       |      |       |      |       |       |                            |      |      |     |      |          |     |
| 10.    | Kačka     | HIGH  | PASS  | LOSS | PASS | HIGH | PASS s Darinou  | SAVE   | WIN    | SAVE  | SAVE  | WIN  | SAVE  | WIN  | SAVE  | IN   | PASS   | LOSS   | PASS | SAVE                                     | SAVE | WIN  | SAVE             | SAVE | IN   | ELIM  |      |      |      |      |       |      |      | nom. M. FichtneremFAIL |        |      |       |      |       |      |       |       |                            |      |      |     |      |          |     |
| 11.    | Darina    | IN    | PASS  | LOSS | PASS | IN   | PASS s Kačkou   | SAVE   | WIN    | SAVE  | SAVE  | IN   | PASS  | WIN  | SAVE  | IN   | SAVE   | LOSS   | PASS | SAVE                                     | SAVE | LOSS | FAIL s Luckou    | ELIM |      |       |      |      |      |      |       |      |      | nom. M. RaditschemFAIL |        |      |       |      |       |      |       |       |                            |      |      |     |      |          |     |
| 12.    | Zdeněk    | IN    | PASS  | LOSS | PASS | IN   | FAIL s Luckou   | PASS   | LOSS   | PASS  | SAVE  | PASS | SAVE  | LOSS | PASS- | IN   | PASS🟨 | LOSS   | ELIM |                                          |      |      |                  |      |      |       |      |      |      |      |       |      |      |                        |        |      |       |      |       |      |       |       |                            |      |      |     |      |          |     |
| 12.    | Zdeněk    | IN    | PASS  | LOSS | PASS | IN   | FAIL s Luckou   | PASS   | LOSS   | PASS  | SAVE  | PASS | SAVE  | LOSS | PASS- | IN   | PASS🟨 | UNSAVE | ELIM |                                          |      |      |                  |      |      |       |      |      |      |      |       |      |      |                        |        |      |       |      |       |      |       |       |                            |      |      |     |      |          |     |
| 13.    | Radka     | IN    | PASS  | WIN  | SAVE | IN   | PASS s Martinou | SAVE   | WIN    | SAVE  | SAVE  | IN   | ELIM  |      |       |      |        |        |      |                                          |      |      |                  |      |      |       |      |      |      |      |       |      |      |                        |        |      |       |      |       |      |       |       |                            |      |      |     |      |          |     |
| 14.    | Ivan      | IN    | PASS  | LOSS | PASS | IN   | WIN s Dominikou | SAVE   | LOSS   | FAIL  | ELIM  |      |       |      |       |      |        |        |      | nom. M. RaditschemPASS s pomocí Tomáše   | FAIL |      |                  |      |      |       |      |      |      |      |       |      |      |                        |        |      |       |      |       |      |       |       |                            |      |      |     |      |          |     |
| 15.    | Lucie     | IN    | PASS  | LOSS | ELIM |      |                 |        |        |       |       |      |       |      |       |      |        |        |      | nom. M. FichtneremFAIL s pomocí Dominiky |      |      |                  |      |      |       |      |      |      |      |       |      |      |                        |        |      |       |      |       |      |       |       |                            |      |      |     |      |          |     |
| 16.    | Karel     | IN    | ELIM  |      |      |      |                 |        |        |       |       |      |       |      |       |      |        |        |      |                                          |      |      |                  |      |      |       |      |      |      |      |       |      |      |                        |        |      |       |      |       |      |       |       |                            |      |      |     |      |          |     |

(I) Individuální výzva, (V) Vyřazovací test, (T) Týmová challenge, (PoN) Pokus o návrat do soutěže

(MB) Tajemný box, (MC) MasterClass, (ZT) Znalostní test, (ST) Stresový test, (KŠ) Kuchařská štafeta

Legenda
      (VÍTĚZ/KA)
MasterChef této řady.
      (2. MÍSTO)
Finalista umístivše se na 2. místě.
      (3. MÍSTO)
Finalista umístivše se na 3. místě.
      (WIN)
Soutěžící vyhrál individuální výzvu/vyřazovací test (Tajemný box / MasterClass / Znalostní test - test chuti, čichu, intuice,...) či příp. pokus o návrat do soutěže, a tak postoupil do dalšího kola. Pokud soutěžící uvařil nejlépe ve vyřazovacím testu, který předcházel Týmové výzvě, stal se v ní automaticky kapitánem.
      (BACK)
Soutěžící se v rámci pokusu o návrat (na pozvání porotců) vrátil zpět do soutěže.
      (WIN)
Soutěžící byl kapitánem vítězného týmu v Týmové výzvě a rovnou postoupil do dalšího kola (příp. se účastnil boje o výhodu/získal výhodu v dalším kole).
      (WIN)
Soutěžící byl součástí vítězného týmu v Týmové výzvě a rovnou postoupil do dalšího kola (příp. se účastnil boje o výhodu/získal výhodu v dalším kole).
      (PASS+)
Soutěžící byl vybrán jako jeden z nejlepších při individuální výzvě/vyřazovacím testu a postoupil do dalšího kola. Pokud soutěžící uvařil jako druhý nejlépe ve vyřazovacím testu, který předcházel Týmové výzvě, stal se v ní automaticky kapitánem.
      (PASS)
Soutěžící uspěl v individuální výzvě/vyřazovacím testu a postoupil do dalšího kola.
      (PASS−)
Soutěžící byl vybrán jako jeden z nejhorších při individuální výzvě/vyřazovacím testu, ale přesto postoupil do dalšího kola.
      (PASS🟨)
Soutěžící dostal žlutou kartu, tj. byl zachráněn před vyřazením s tou podmínkou, že i při úspěchu v další výzvě jde opět do vyřazování.
      (HIGH+)
Soutěžící byl vybrán jako jeden z nejlepších při individuální výzvě/vyřazovacím testu, získal strategickou výhodu do příští výzvy, ale nepostoupil.
      (HIGH)
Soutěžící byl vybrán jako jeden z nejlepších při individuální výzvě/vyřazovacím testu, ale nepostoupil.
      (SAVE)
Soutěžící se nemusel tohoto kola účastnit a vyhnul se tak vyřazování.
      (—)
Soutěžící se nemohl tohoto kola (týkajícího se většinou boje o výhodu) účastnit.
      (UNSAVE)
Soutěžící se nevyhnul vyřazování, i přes možný úspěch v této výzvě.
      (IN)
Soutěžící neskončil ani mezi nejlepšími, ani mezi nejhoršími v individuální výzvěa nepostoupil.
      (LOW)
Soutěžící byl vybrán jako jeden z nejhorších při individuální výzvě/vyřazovacím testu a nepostoupil.
      (LOW-)
Soutěžící byl vybrán jako nejhorší při individuální výzvě/vyřazovacím testu a nepostoupil.
      (FAIL+)
Soutěžící neuspěl v individuální výzvě zahrnující výhodu a ztratil tak příležitost o ni nadále bojovat.
      (FAIL)
Soutěžící neuspěl v individuální výzvě/vyřazovacím testu a šel do (další) vyřazovací výzvy.
      (LOSS)
Soutěžící byl kapitánem poraženého týmu v Týmové výzvě a musel se účastnit vyřazovací výzvy (příp. získal nevýhodu v dalším kole).
      (LOSS)
Soutěžící byl součástí poraženého týmu v Týmové výzvě a musel se účastnit vyřazovací výzvy (příp. získal nevýhodu v dalším kole).
      (LEFT)
Účastník odstoupil ze soutěže.
      (ELIM)
Soutěžící byl vyřazen ze soutěže.